# Edmund Löns

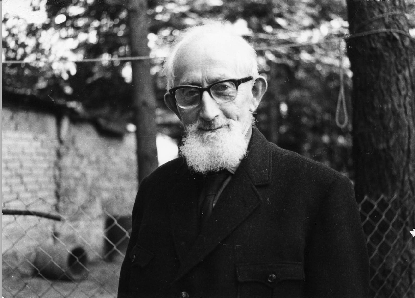
Edmund Löns, um 1961

Edmund Löns  (* 29. Mai 1880 in Deutsch Krone; † 26. Oktober 1964 in Mettingen) war ein deutscher Forstmann und Kynologe, der besonders durch die Zucht der Kleinen Münsterländer bekannt wurde. Er ist ein jüngerer Bruder des Dichters Hermann Löns.

## Leben
Edmund Löns wurde am 29. Mai 1880 als 14 Jahre jüngerer Bruder von Hermann Löns in Deutsch Krone geboren. Sein Vater war der aus Westfalen stammende Gymnasialprofessor Friedrich Löns († 1908), seine Mutter Clara († 1896) entstammte der Apothekerfamilie Cramer aus Paderborn. Edmund war das achte von insgesamt 14 Kindern. Der Beruf des Vaters führte die Familie nach Ostpreußen und Pommern und schließlich nach Münster, wo Edmund Löns aufwuchs. Sein schon früh vorhandenes Interesse für Natur, Tiere und Jagd wurde wesentlich gefördert von Hermann Landois, dem Gründer und Leiter des Westfälischen Zoologischen Gartens zu Münster.
Nach der Schulzeit begann Löns eine Ausbildung zum Förster. Diese Tätigkeit führte ihn schließlich nach Mecklenburg. Im Ersten Weltkrieg wurde er nach einer Verwundung ins Grenzgebiet zwischen Polen und Russland geschickt, um in der unter der Leitung von Georg Escherich stehenden Militärforstverwaltung Bialowies mitzuarbeiten. Seit 1916 war er außerdem Mitglied in jagdlichen Organisationen.
Nach dem Krieg nahm er diverse Aushilfstätigkeiten an und gelangte nach Burgsteinfurt und dann ins Tecklenburger Land nach Westerkappeln-Seeste, wo er eine Anstellung fand. Im Januar 1921 zog er mit seiner Frau Elisabeth geborene Boer (* 18. Oktober 1885; † 18. Juli 1947) ins benachbarte Mettingen, wo er als Forst- und Jagdverwalter der Familie Brenninkmeyer arbeitet. Georg Brenninkmeyer ließ ihm 1922 am Ölmühlenweg eigens ein Forsthaus erbauen. Darin lebte Löns bis 1958.
Im Herbst 1958 übersiedelte Edmund Löns nach Ladbergen in die Bauerschaft Overbeck zu Freunden, die eine Gastwirtschaft betrieben. Seine Verbindung nach Ladbergen rührte von der dortigen Verehrung für seinen Bruder Hermann her. So hatten bereits 1936 der in Ladbergen geborene Löns-Verehrer Kaufmann August Lagemann aus Münster und sein Bruder Otto Lagemann im Ladberger „Sand“ am nordöstlichen Ortsrand einen Gedenkstein für den Heidedichter aufgestellt. Dadurch entstand der Name „Lönsheide“ für dieses Gebiet. Obwohl sein Bruder niemals an dem Ort gewesen war, fühlte sich ihm Edmund Löns sehr verbunden. Nachdem in der Lönsheide 1951 ein Heimatmuseum errichtet worden war, schenkte Löns diesem 1958 25 Gehörne und Geweihe sowie das Haupt eines Keilers, den Hermann Löns 1891 als Student erlegt hatte. 1960 stiftete er für das Heimatmuseum außerdem das dritte Gästebuch. Der Heimatverein Ladbergen ernannte Edmund Löns zu seinem Ehrenmitglied.
Als die Gastwirtschaft in Overbeck aufgegeben wurde, zog Löns nach Ibbenbüren, wo er noch eine kurze Zeit wohnte, bis er krank wurde. Der Arzt Theodor Kersting holte Edmund Löns daraufhin zurück nach Mettingen, wo er im St.-Elisabeth-Hospital nach kurzer Leidenszeit am 26. Oktober 1964 verstarb. Seine letzte Ruhe fand er auf dem Alten Friedhof der Tüöttengemeinde in dem Grab, in dem 17 Jahre zuvor auch seine Frau beerdigt worden war.

## Kynologe

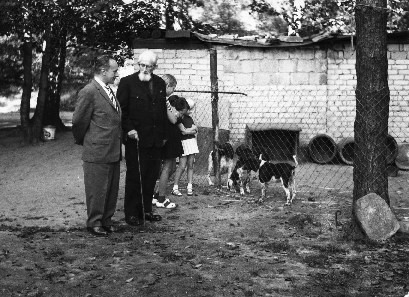
Edmund Löns mit Günter Schassek vor Löns’ Zwinger mit seinem letzten Wurf

Löns ist vor allem als Kynologe bekannt geworden. Während des Ersten Weltkrieges lernte er den Kleinen Münsterländer kennen, den er „Heidewachtel“ nannte. In Seeste schrieb er das 1922 veröffentlichte Buch Heidewachtel. Kleiner Münsterländer Vorstehhund oder Spion. Seine Geschichte, Abrichtung und Führung. Damit und durch seinen energischen Einsatz für diese Hunderasse wurde Löns in den Jäger- und Kynologenkreisen bald bekannt. Er gründete den Verein „Deutscher Heidewachtelclub“, weil sich der „Verein Kleine Münsterländer Vorstehhunde“ weigerte, seine Braunschimmelfarbenen Hunde ins Zuchtbuch einzutragen. Nach der Zwangsvereinigung beider Vereine während der Zeit des Nationalsozialismus kam es 1945 abermals zum Bruch: Löns rief den Heidewachtelclub erneut ins Leben, weil Hunde ohne Abstammungsnachweis ins Zuchtbuch eingetragen wurden. 1961 vereinigten sich die Vereine wieder zum bis heute bestehenden Verband für Kleine Münsterländer Vorstehhunde.
Einer von Löns’ bekanntesten Hunden war die Hündin „Kesselflickers Flora“, mit der er große Erfolge in der Zucht erzielte. Sein Zwinger war unter Fachleuten international bekannt – der Züchter sandte seine Hunde bis nach Schweden und die Sowjetunion sowie nach Süd- und Nordamerika. Neben Kleinen Münsterländern züchtete Löns auch Dackel.
Löns, der über eine profunde humanistische Bildung verfügte, zitierte nicht nur oft Homer, sondern übersetzte auch den Kynegetikos (Über die Jagd – Abrichtung der Jagdhunde) von Xenophon ins Deutsche. Sein künstlerisches Talent bewies er gelegentlich auch als Maler. Einige seiner Bilder sind erhalten geblieben.

## Erinnerungsorte

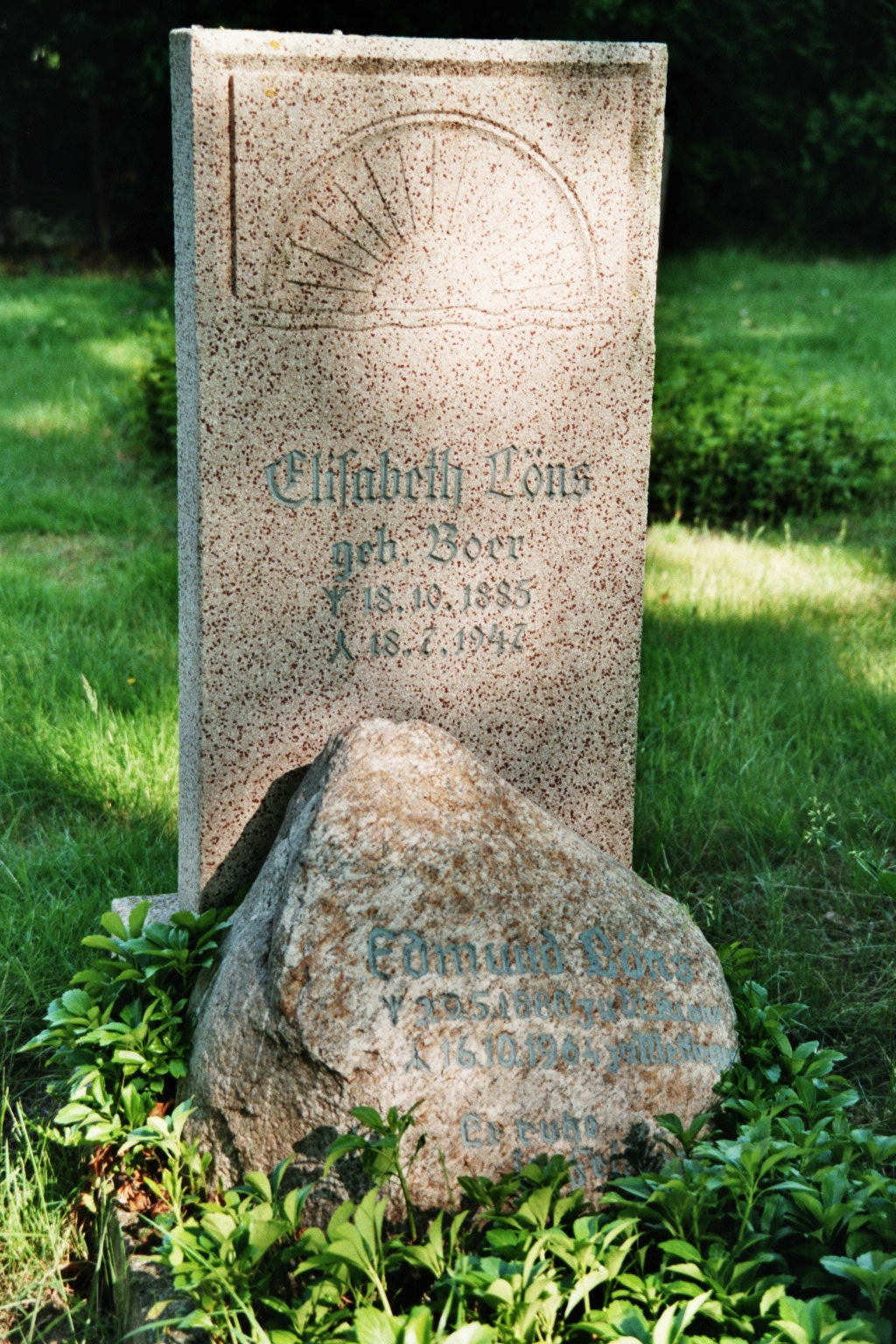
Grab von Elisabeth und Edmund Löns auf dem Alten Friedhof in Mettingen (Juni 2008)

Heute erinnern in Mettingen sein ehemaliges Wohnhaus am Ölmühlenweg sowie ein Findling auf seinem noch erhaltenen und wieder würdevoll hergerichteten Grab an Edmund Löns. Es ist nicht bekannt, wer das Grab regelmäßig pflegt. Ende 2009 wurde bekannt, dass die Gemeinde Mettingen noch nicht darüber entschieden hat, ob die Grabstelle im Zuge der Neubelegung des Friedhofes überhaupt komplett erhalten werden soll. Für eine „Ehrengrab-Regelung“ aufgrund der kulturhistorischen Bedeutung von Löns für Mettingen sprach sich daraufhin unter anderem der Bundesverband für Kleine Münsterländer Vorstehhunde (KLM) aus, der dafür finanzielle Unterstützung anbot. Im Jahr 2010 wurde der Grabstein von Edmund Löns von einer Fachfirma restauriert, die Kosten dafür übernahm der Verband KLM. Eine längerfristige Betreuung der Grabstelle lehnten die Verbandsmitglieder wegen der damit verbundenen und für sie zu hohen Aufwendungen ab. Im Juni 2012 wurde gemeldet, dass der Grabstein einen neuen Platz bekommt.